# Antonio El Ruso
Antonio Pérez Gómez (Madrid, 16 de junio de 1952), apodado Antonio El Ruso, es un guitarrista, músico de estudio y compositor español autodidacta, participante y director de numerosas formaciones musicales y escultor.

## Historia
Nace en el barrio madrileño de Tetuán donde formó parte de los varios grupos locales como guitarrista y bajista entre los que destaca la primera formación de Volumen (1969) junto a José Luís Rico, Ino Calleja y Ángel del Ser. No tardó mucho en dejar estos primeros conjuntos semiprofesionales para aceptar diversas ofertas de trabajo con bandas mucho más curtidas (1970-1972: Madera, Tabaco, Kaleidoscopes, etc.) con las que comenzó a viajar a Centroamérica y Europa destacando como guitarrista y empezando a interesarse por el mundo del arreglo y la composición. Es con una de estas bandas (Madera) donde conoce y comparte escenario con varios de los músicos que, años más tarde, conformarían la cantera del Rock español de finales de los 70-principios de los 80, tales como José Carlos Molina (Ñu), Rosendo Mercado (Leño) Juan Márquez (Coz), Los hermanos de Castro (Barón Rojo), Julio Castejón (Asfalto), Lele Laina(Topo) Pepe Risi (Burning) etc etc. Hacia 1976-77 formó una banda llamada Vade Retro junto con dos de los integrantes del Max B Show (Nino Lardy y Juan Carlos Ormeño ”El Kanguro”) y una parte de la orquesta de salsa Un Poquito de Todo (Gigio Venditti y Bobby Barrera), que pasara a ser, junto con Asfalto y Burning, parte de los pioneros de los grandes conciertos de aquellos años como el Calella Camping Rock de agosto de 1977 (Iceberg, Triana, Asfalto, Bloque, Ñu , Paracelso, Coz, Manzanita, Pedro Ruy Blas, Eléctrica Dharma, etc.) o los primeros conciertos en colegios mayores, polideportivos y plazas de toros.
Todo este movimiento roquero quedó eclipsado ante el gran despliegue de medios para apoyar la artificial “Movida Madrileña” que intentó dar una imagen de “gran modernidad” al cambio político de los años 80. Lo que hace que Antonio El Ruso aproveche para terminar sus estudios con el Berklee College of Music y derive sus actividades hacia la grabación de discos para terceros (Estudios Kirios, Estudios Record 83, Sonoland, Eurosonic, etc.), la publicidad, las bandas sonoras y el acompañamiento de cantantes entre los que destacarían Juan Pardo, Luís Pastor, Jeanette, José Vélez, Georgie Dann, Tijeritas, Los Chorvos etc, junto a músicos de la categoría de Kornell Kovach, Ángel Crespo, Tino Vega, Juan Cerro, Siddhartha Pérez de la Toba, etc.
A partir del año 1998 retoma la actividad musical en directo uniéndose a sus colegas Juan Márquez, Arturo Marugán y Nino Lardy para formar la banda de R&R Johnny y Los B. Goodies, participando posteriormente en la reentre del Grupo Coz Junto a Eduardo Pinilla, Enrique Ballesteros y Juan Márquez, así como en algunos de los proyectos del fotógrafo y productor musical Domingo J. Casas, junto a Mariano Montero, Juan Olmos, Miguel Ángel “Cachorro” López, y toda la nueva hornada del revival roquero que surge a finales del siglo XX principios del XXI.
En la actualidad (2009) dirige el estudio musical "Rusound" donde sigue desarrollando una ingente actividad como músico de sesión, ingeniero de sonido y productor musical.

## Escultura

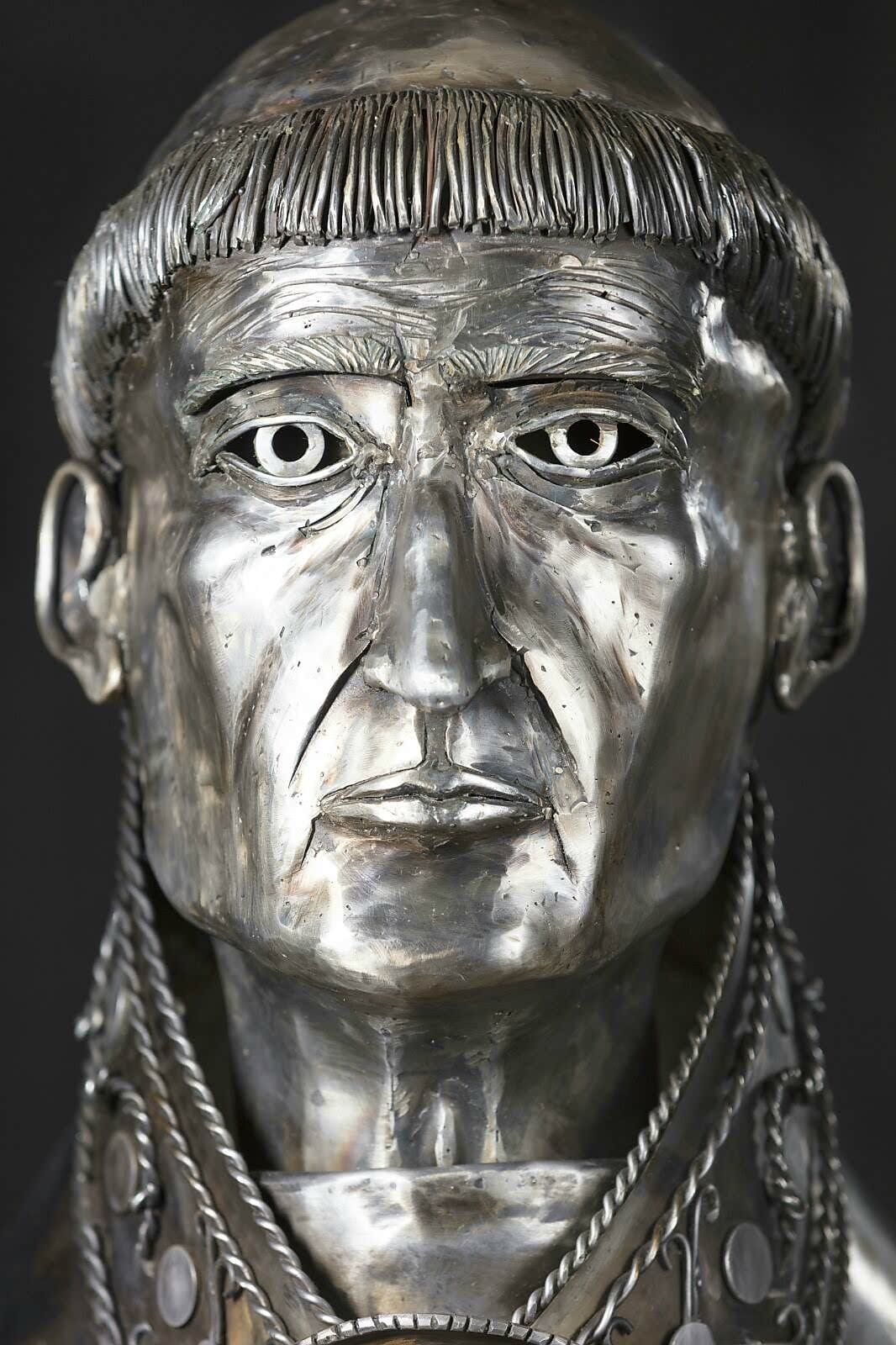
Busto Cardenal Cisneros esculpido por Antonio Pérez de Terranova en chapa de hierro, alambre y soldadura

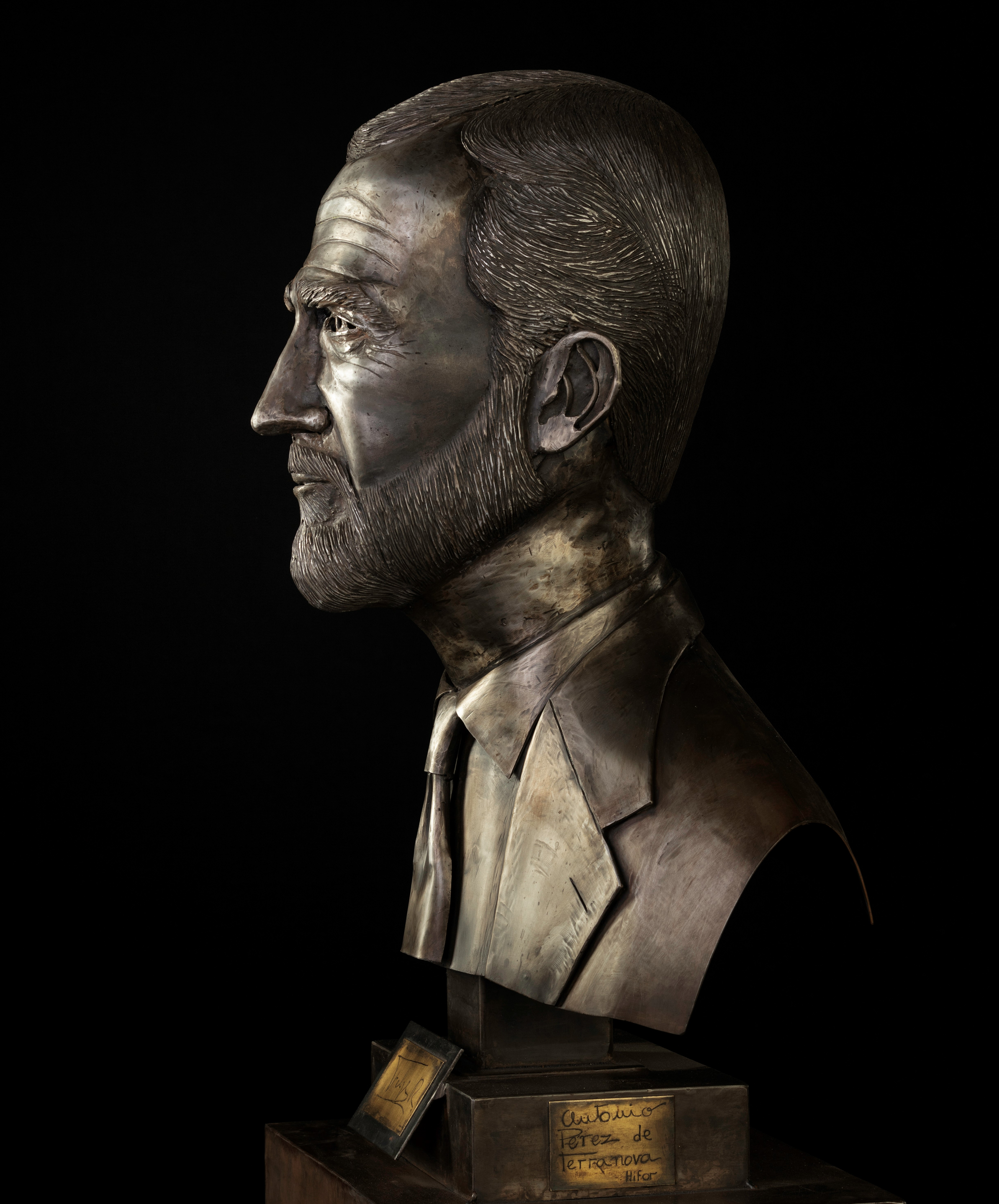
Busto SM Felipe VI de España esculpido por Antonio Pérez de Terranova en chapa y alambre

Al margen de su actividad musical Antonio El Ruso, bajo el seudónimo de Antonio Pérez de Terranova, comenzó en 2010 a desarrollar otra faceta, como escultor en hierro y metales. Gracias a las sugerencias de Juan Márquez Coz Director para Sudamérica de la discográfica Sony, Antonio empezó a experimentar con vertidos de ácidos sobre planchas de cobre para formar amalgamas de diferentes óxidos muy del gusto norteamericano, que despertaron el interés, por su originalidad, entre los especialistas. No obstante y después de varios experimentos más en este campo, recibió un encargo para empezar a esculpir un busto de D. Miguel de Cervantes en chapa de hierro, alambre y soldadura. Ya, desde el principio de su construcción, la obra comenzó a llamar la atención y esto hizo que Antonio se decidiera por esta novedosa forma de escultura como expresión artística.
A su finalización fueron varias las entidades (Comunidad de Madrid, Ayuntamiento de Alcalá de Henares, Universidad de Alcalá de Henares, etc) que pidieron que se les permitiera la exhibición del busto de D. Miguel, siendo elegida la Biblioteca de la Universidad de Alcalá en la que se expuso durante más de un año antes de ser adquirida definitivamente por el Ayuntamiento de Daganzo para presidir la nueva Plaza de Cervantes de esta localidad. No obstante y al quedarse ”huérfano” el Hall de la Biblioteca, la Vicerrectoría de la universidad alcalaína le hizo el encargo de un nuevo busto, esta vez del Cardenal Cisneros como fundador de la Universidad y gran figura política de su tiempo. Antonio lo realizó y quedó definitivamente ubicado en la entrada de la Biblioteca de la Plaza de San Diego en Alcalá de Henares.
Después de estos dos trabajos y debido a un reportaje de RTVE sobre el Cervantes de Antonio se descubrió la realización de su nueva escultura dedicada a S.M. el Rey D. Felipe VI. La estatua busto de Felipe VI de España fue realizada también en chapa de hierro y alambre reciclados con un acabado por oxidación estabilizada con ceras. El periodo aproximado fabricación fue de un año y la estatua fue entregada en diciembre de 2019 en el recinto del Palacio de la Zarzuela, en el Domicilio Real donde permaneció hasta que en verano de 2022 se traslada a las dependencias privadas del Palacio Real de Madrid donde se encuentra en la actualidad.
Por otro lado, y pese a la dedicación absorbente de los trabajos de escultura, Antonio continuó actuando y grabando con y para varios grupos musicales ( Sinvergüenza, Acera, Hay Tablas….) que no por menos conocidos que los de su etapa anterior, dejaron de tener una calidad meritoria, siendo testigo la conocida sala Galileo Galilei de algunas de sus actuaciones más interesantes.